# Babe and Friends
Babe and Friends es un videojuego de puzzle de 1999 basado en la película Babe de 1995 desarrollado por Aqua Pacific y publicado por Crave Entertainment para Game Boy Color.

## Jugabilidad
Babe and Friends es un juego de rompecabezas que se juega desde una perspectiva de arriba hacia abajo. El jugador guía a Babe a través de 40 etapas en cinco niveles para guiar a un rebaño de ovejas a través de varios obstáculos, que el jugador debe colocar o manipular para crear un camino despejado. El juego comienza en una granja, pero los niveles cambian el entorno, cada uno con sus propios obstáculos distintivos, como aeropuertos con carros y escaleras mecánicas. El juego también es compatible con unidades anteriores de Game Boy , incluidos Pocket Game Boy y Super Game Boy.

## Recepción
Las críticas de "Babe and Friends" fueron tibias. Los críticos elogiaron la dificultad y la curva de aprendizaje de los acertijos del juego. Kyle Knight de Allgame elogió los "rompecabezas bien diseñados" y la "curva de dificultad graduada" de "Babe and Friends" como "entre los mejores del sector", con "cada rompecabezas... .más desafiante y más intrigante que el anterior". Los críticos notaron el tiempo de juego limitado y la variedad que presenta el juego. Hyper señaló que "el entusiasta fanático de los rompecabezas terminará este en un instante. Craig Harris de IGN elogió los "patrones complejos" de los rompecabezas, pero señaló "es obvio que este juego está dirigido a los más jóvenes... realmente solo me tomó una hora llegar a la mitad del juego".